# Michael Kilian (Jurist)
Michael Kilian (* 13. Februar 1949 in Geislingen an der Steige) ist ein deutscher Rechtswissenschaftler und ehemaliger Landesverfassungsrichter.

## Leben
Kilian war bis 1982 Privatsekretär des Präsidenten der EG-Kommission Walter Hallstein. Er wurde 1985 bei Thomas Oppermann und Wolfgang Graf Vitzthum mit einer Arbeit zum Thema Umweltschutz durch Internationale Organisationen zum Dr. iur. promoviert und habilitierte sich 1990 im öffentlichen Finanzrecht zum Thema Nebenhaushalte des Bundes bei Thomas Oppermann und Ferdinand Kirchhof an der Universität Tübingen. 1990 wurde er Professor an der Universität Heidelberg. Seit 1992 lehrte Kilian an der Universität Halle-Wittenberg, an der er den Lehrstuhl für Öffentliches Recht, Völker- und Europarecht, Finanz- und Umweltrecht innehatte. 2014 wurde er emeritiert. Von 1993 bis 2000 war Kilian Richter am Landesverfassungsgericht Sachsen-Anhalt. Seit 2015 ist er als Rechtsanwalt of Counsel bei der Rechtsanwalts- und Steuerberaterkanzlei Petersen Hardraht Pruggmeyer in Leipzig und Dresden tätig.
Kilian ist Mitherausgeber der Zeitschrift zum Stiftungswesen und war von 2003 bis 2007 Mitglied des Vorstands der Stiftung Leucorea in Wittenberg. Er veröffentlicht neben Themen aus seinem juristischen Spezialgebiet auch über Politik und Recht des Landes Sachsen-Anhalt und die Bezüge seines Fachs zu Literatur, Ästhetik und Geschichte. So schreibt er selbst, er versuche „mühsam genug, die Landesöffentlichkeit auf die Kunst- und Kulturschätze aufmerksam zu machen,“ die in Sachsen-Anhalt „schlummern“.
Im September 2019 gehörte er zu den etwa 100 Staatsrechtslehrern, die sich mit dem offenen Aufruf zum Wahlrecht Verkleinert den Bundestag! an den Deutschen Bundestag wandten. Seit 2021 ist er Mitglied im Netzwerk Wissenschaftsfreiheit.

## Schriften (Auswahl)
- Umweltschutz durch internationale Organisationen. Die Antwort des Völkerrechts auf die Krise der Umwelt? (= Tübinger Schriften zum internationalen und europäischen Recht, Bd. 13). Duncker & Humblot, Berlin 1987, ISBN 3-428-06151-9 (Zugleich: Dissertation, Universität Tübingen, 1986).
- Nebenhaushalte des Bundes (= Tübinger Schriften zum Staats- und Verwaltungsrecht, Bd. 18). Duncker & Humblot, Berlin 1993, ISBN 3-428-07818-7 (Zugleich: Habilitationsschrift, Universität Tübingen, 1990).
- (Hrsg.): Dichter, Denker und der Staat. Essays zu einer Beziehung ganz eigener Art. Attempto-Verlag, Tübingen 1993, ISBN 3-89308-154-2.
- (Hrsg.): Sachsen-Anhalt. Land der Mitte – Land im Aufbau. Die Entstehung eines neuen Bundeslandes in Erlebnisberichten. Bock, Bad Honnef 2002, ISBN 3-87066-873-3.
- mit Enrico Bellezza, Klaus Vogel: Der Staat als Stifter. Stiftungen als Public-Private Partnerships im Kulturbereich. Bertelsmann-Stiftung, Gütersloh 2003, ISBN 3-89204-667-0.
- mit Michael Germann: Verfassungshandbuch Sachsen-Anhalt. Nomos, Baden-Baden 2004, ISBN 3-8329-0465-4.
- Das Land ohne Gesicht. Gestaltungsarmut und Formenlosigkeit der deutschen Republik. In: Otto Depenheuer (Hrsg.): Staat und Schönheit. Möglichkeiten und Perspektiven einer Staatskalokagathie. Verlag für Sozialwissenschaften, Wiesbaden 2005, ISBN 3-531-14768-4, S. 145–178.
- Jenseits von Bologna – Jurisprudentia literarisch. Von Woyzeck bis Weimar, von Hoffmann bis Luhmann. Berliner Wissenschafts-Verlag, Berlin 2006, ISBN 3-8305-1270-8.
- Die Rekonstruktion von verlorenen Baudenkmalen. Wiederherstellung und Bewahrung einer ästhetischen Umwelt? Ein Plädoyer zur Ausformung eines erweiterten Denkmalschutzbegriffs. In: Jörn Ipsen, Bernhard Stüer (Hrsg.): Europa im Wandel. Festschrift für Hans-Werner Rengeling zum 70. Geburtstag am 25. Februar 2008. Heymanns, Köln u. a. 2008, ISBN 3-452-26801-2, S. 105–126.
- mit Claus Eiselstein: Grundfälle im Staatsrecht. Ein methodischer Kurs zur Einführung in das Öffentliche Recht. 5., komplett überarbeitete Auflage, Facultas, Wien 2011, ISBN 978-3-8252-3615-1.
- (Hrsg.): Roman Schnur in Osteuropa 1971–1996. Duncker & Humblot, Berlin 2021, ISBN 978-3-428-18216-9.
- Staatsästhetik. Ausgewählte Schriften. Mohr Siebeck, Tübingen 2022, ISBN 978-3-16-160851-3.